# John Juanda
Johnson 'John' Juanda (Medan, 8 juli 1971) is een van Chinees Indonesiër tot Amerikaan genaturaliseerde professioneel pokerspeler. Hij won van 2002 tot en met 2011 vijf WSOP-titels en in 2015 voor het eerst een hoofdtoernooi van de EPT. Juanda verdiende tot en met juni 2023 meer dan $25.300.000,- in pokertoernooien (cashgames niet meegerekend)

## Biografisch
Juanda kwam in 1990 naar de Verenigde Staten, toen hij zich inschreef aan de Oklahoma State University. Hij haalde een MBA aan de Seattle University.
Met het winnen van zijn vijfde WSOP-titel in juni 2011, verdiende Juanda ook voor de 56e keer een geldprijs in een WSOP-toernooi. Daarmee benadere hij de nummer negen in de ranglijst van meeste WSOP-prijzen aller tijden Chau Giang tot op één cash.
Op de World Poker Tour eindigde hij tot en met maart 2011 negentien keer in de prijzen, waarvan zesmaal aan een eindtafel, maar won hij nog geen toernooi. Juanda won in oktober 2009 voor het eerst prijzengeld in een toernooi van de European Poker Tour (EPT). Hij werd toen veertigste in het £5.000 No Limit Hold'em - Main Event van de EPT London. Op diezelfde EPT Londen werd hij in september 2010 tweede in het £5.000 No Limit Hold'em - Main Event, achter David Vamplew. Juanda won in 2015 won het €5.000 + 300 No Limit Hold'em - EPT Main Event in Barcelona en verdiende daarmee €1.164.034,-.
Naast vijf WSOP-titels won Juanda wel onder meer de World Poker Open Championship 2002, het Monte Carlo Millions Consolation Tournament 2005 en de Aussie Millions Speed Poker Million Dollar Challenge 2006. Hij was in 2002 Tournament Champion of the Year.

## Trivia
- Juanda heeft cameo's (als zichzelf) in de (fictionele) pokerfilms All In (2006) en Lucky You (2007).
- Hij deed mee in de op televisie uitgezonden pokerprogramma's High Stakes Poker en Poker After Dark (ook in Nederland uitgezonden, op Veronica).
- Hij werd in 2015 toegevoegd aan de Poker Hall of Fame.

## WSOP
| Jaar                              | Toernooi                               | Prijs        |
| --------------------------------- | -------------------------------------- | ------------ |
| World Series of Poker 2002        | $1.500 Triple Draw Lowball Ace to Five | $49.620,-    |
| World Series of Poker 2003        | $2.500 Seven Card Stud Hi-Lo Split     | $130.200,-   |
| World Series of Poker 2003        | $2.500 Pot Limit Omaha                 | $203.840,-   |
| World Series of Poker Europe 2008 | £10.000 No Limit Hold'em Main Event    | $1.539.250,- |
| World Series of Poker 2011        | $10.000 2-7 Draw Lowball Championship  | $367.10,-    |